# Ove Lindh
Ove Magnus Ivan Lindh, född 1 november 1932 i Gävle, död 10 februari 2011 i Göteborg, var en svensk jurist.
Ove Lindh föddes i Gävle men växte upp i Uddevalla. Han läste juridik vid Stockholms högskola där han blev jur.kand. 1956, gjorde tingstjänstgöring 1956–1958 och utnämndes till fiskal i Hovrätten för Västra Sverige 1959. Lindh blev assessor 1965 och hovrättsråd 1974. Han arbetade i riksdagen som sekreterare i första lagutskottet 1969–1970 och var kanslichef i Justitieutskottet 1971–1979. Han var statssekreterare (opolitisk) i Justitiedepartementet 1979–1981 under Håkan Winbergs tid som justitieminister. Ove Lindh var president i Hovrätten för Västra Sverige 1981–1998. Han är begravd på Ölmevalla kyrkogård.

## Utmärkelser
- Kommendör av Nordstjärneorden, 1 december 1973.[1]